# Meister des Bigallo-Kruzifixes

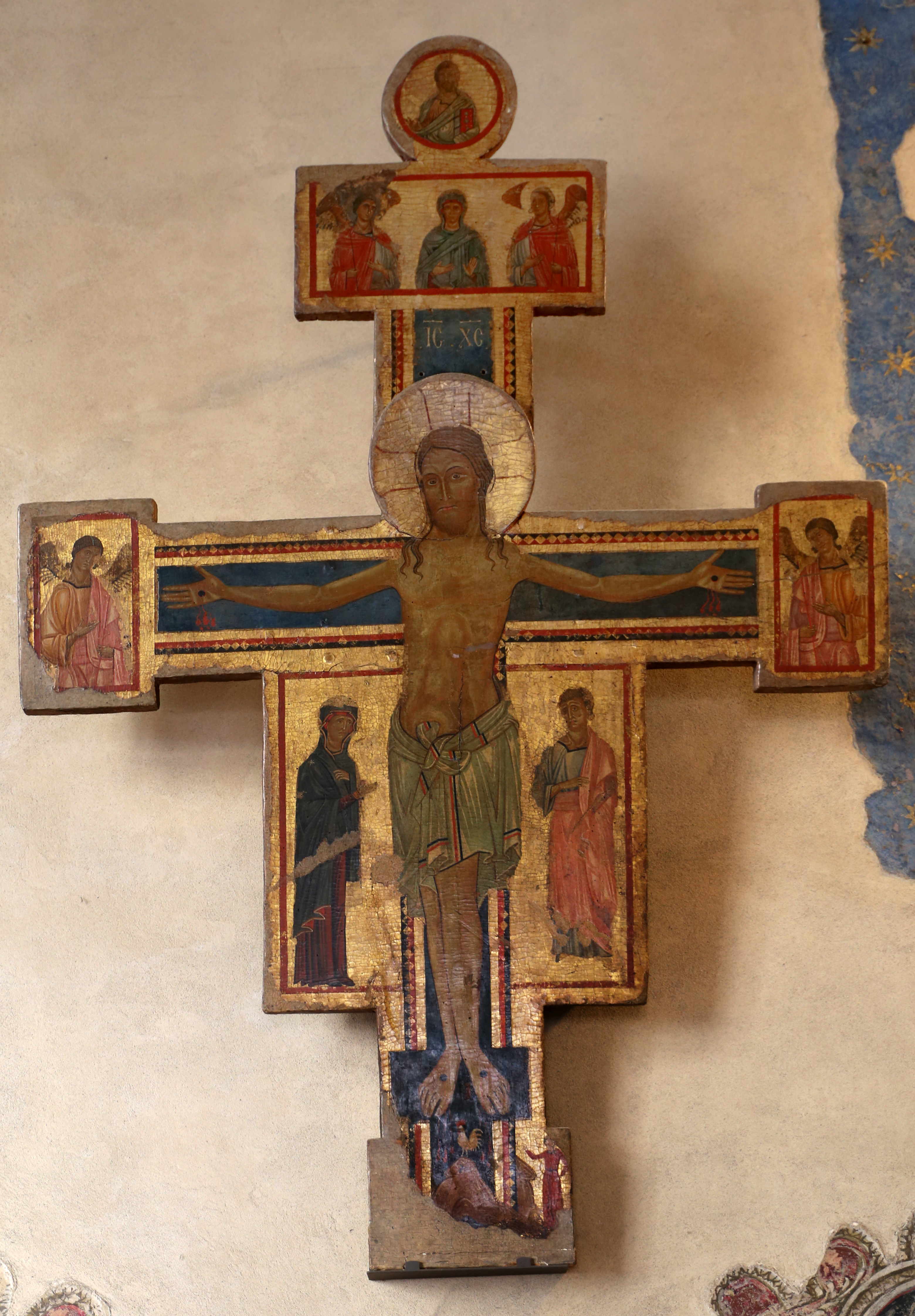
Meister des Bigallo-Kruzifixes: Kruzifix, (Crocifisso), Museo del Bigallo, Florenz

Als Meister des Bigallo-Kruzifixes (oder Bigallo-Meister) wird ein mittelalterlicher Maler bezeichnet, der zwischen 1225 und 1260 in der Toskana, vermutlich in Florenz, tätig war. Der namentlich nicht bekannte Meister erhielt seinen Notnamen nach dem von ihm bemalten Kruzifix, das sich heute im Museo del Bigallo in Florenz befindet. Der Stil des Meisters lässt den Einfluss von Berlinghiero Berlinghieri vermuten.

## Werke (Auswahl)
- Kruzifix,  (Crocifisso), Museo del Bigallo, Florenz

Dem Meister des Bigallo-Kruzifixes werden weitere stilgleiche Werke zugeschrieben, z. B.:
- Kruzifix (Crucifix, A. A. Munger Collection, 1936.120), Art Institute, Chicago[1][2]
- Kruzifix, Palazzo Barberini, Rom
- Vier Szenen aus dem Leben des St. Zenobius, Museo dell' Opera del Duomo, Florenz[3]